# Titan Airways
Titan Airways Ltd. es una aerolínea chárter británica con base en el Aeropuerto de Londres-Stansted. La aerolínea se especializa en operaciones ACMI (aeronaves, tripulación, mantenimiento y seguros) y de arrendamiento con tripulación con poca antelación, así como servicios chárter de pasajeros y carga ad hoc para operadores turísticos, corporaciones, gobiernos y los sectores de deportes y entretenimiento. 

## Historia
Fundada el 20 de enero de 1988 como filial de Artac Freight and Shipping Group, Titan Airways recibió su nombre de su primer modelo de avión, una Cessna 404 Titan. Sin embargo, el logotipo de la aerolínea hace referencia a Titán, una luna de Saturno. Sus aviones Cessna 404 se utilizaban principalmente para transportar piezas de automóviles entre diversas instalaciones de Ford y General Motors en el Reino Unido y Europa, pero también estaban disponibles para vuelos chárter de carga puntuales y, en última instancia, para vuelos chárter de pasajeros. Para 1993, la flota había crecido hasta incluir un Embraer EMB 110 Bandeirante, dos Short 330 y tres Short 360.
El éxito de la aerolínea atrajo al grupo inversor 3i, que adquirió una participación en la compañía en 1995. También se añadieron dos ATR 42, antes del primer avión a reacción. En 1996 se adquirió un BAe 146-200QC. Este fue el primer avión a reacción en contenedores utilizado por Royal Mail, aunque también operaba numerosos vuelos chárter de pasajeros y subservicios aéreos. A medida que el contrato de correos crecía, en 1999 se introdujo el primero de cinco Boeing 737-300.
La aerolínea ha sido consistentemente rentable, obteniendo beneficios en 32 de sus 35 años de historia, y ha figurado en la clasificación Profit Track 100 del The Sunday Times en seis ocasiones desde el año 2000. A principios de la década de 2000, Titan Airways encontró un nicho de mercado adicional, al ser pionera en un servicio de subchárter Go Now de respuesta rápida para aerolíneas con problemas operativos. Este innovador concepto le valió a la compañía el Queen's Awards for Enterprise en 2001.
La demanda de más asientos y mayor alcance por parte de las aerolíneas clientes llevó a la adquisición de dos Boeing 757-200 en 2003 y 2005, uno de ellos con interior VIP para uso corporativo. En 2006, Titan obtuvo la certificación ETOPS, lo que permitió realizar vuelos chárter de larga distancia a Estados Unidos y Oriente Medio. El avión más grande de la familia Titan, un Boeing 767-300 de 265 plazas, se incorporó a la flota en 2009, y el más pequeño, un nuevo Cessna Citation CJ2+, llegó en diciembre de 2011.
En 2012, Titan Airways se independizó tras una compra por parte de la dirección que dejó a Gene Willson, director general y uno de los fundadores originales, como único accionista.
Titan incorporó su primer Airbus, un Airbus A320, a su flota a principios de la primavera de 2013. Esta incorporación marcó el primer paso en su estrategia de flota a largo plazo, que contempla la sustitución gradual de la flota actual de aviones Boeing por aeronaves Airbus durante los próximos cinco o seis años. Dos A320 adicionales se unieron a la flota a principios de 2015.
En septiembre de 2015, Titan anunció sus planes de incorporar un Airbus A319 y un Airbus A321 a su flota antes del inicio del verano de 2016, y que estaba considerando la incorporación del miembro más pequeño de la familia Airbus A320, un Airbus A318.
A principios de 2023, Titan Airways retiró sus últimos Boeing 737 y 757.

## Flota

### Flota actual
La flota de Titan Airways está compuesta por los siguientes aviones:
| Aeronaves             | En servicio | Pedidos | Pasajeros                                          | Pasajeros                                          | Pasajeros                                          | Matrículas                                         | Antigüedad                                         | Notas                                              |
| Aeronaves             | En servicio | Pedidos | C                                                  | Y                                                  | Total                                              | Matrículas                                         | Antigüedad                                         | Notas                                              |
| --------------------- | ----------- | ------- | -------------------------------------------------- | -------------------------------------------------- | -------------------------------------------------- | -------------------------------------------------- | -------------------------------------------------- | -------------------------------------------------- |
| Airbus A320-200       | 2           | —       | —                                                  | 180                                                | 180                                                | G-POWM                                             | 19,8 años                                          |                                                    |
| Airbus A320-200       | 2           | —       | —                                                  | 180                                                | 180                                                | G-POWK                                             | 14,1 años                                          |                                                    |
| Airbus A321-200       | 5           | —       | Carga                                              | Carga                                              | Carga                                              | 9H-ZTB                                             | 25,1 años                                          |                                                    |
| Airbus A321-200       | 5           | —       | Carga                                              | Carga                                              | Carga                                              | 9H-ZTC                                             | 25 años                                            |                                                    |
| Airbus A321-200       | 5           | —       | Carga                                              | Carga                                              | Carga                                              | 9H-ZTD                                             | 21,7 años                                          |                                                    |
| Airbus A321-200       | 5           | —       | —                                                  | 220                                                | 220                                                | G-POWU                                             | 16,6 años                                          | Alquilados a Jet2.                                 |
| Airbus A321-200       | 5           | —       | —                                                  | 218                                                | 218                                                | G-POWN                                             | 16,3 años                                          | Alquilados a Jet2.                                 |
| Airbus A321neo        | 3           | —       | 44                                                 | 36                                                 | 80                                                 | G-GBNI                                             | 6,1 años                                           | Operando para el gobierno del Reino Unido.         |
| Airbus A321neo        | 3           | —       | 48                                                 | 12                                                 | 60                                                 | G-XATW                                             | 4,7 años                                           | Operando para Four Seasons Hotels and Resorts.     |
| Airbus A321neo        | 3           | —       | —                                                  | 195                                                | 195                                                | G-OATW                                             | 4,2 años                                           |                                                    |
| Airbus A330-300       | 1           | —       | Carga                                              | Carga                                              | Carga                                              | G-EODS                                             | 19,5 años                                          | Operando para Geodis.                              |
| Cessna 408 SkyCourier | —           | 2       | 19 pasajeros/carga                                 | 19 pasajeros/carga                                 | 19 pasajeros/carga                                 |                                                    |                                                    |                                                    |
| Embraer E-190         | —           | 1       | 9                                                  | 88                                                 | 97                                                 | Por matricular                                     | 13,1 años                                          |                                                    |
| Total                 | 11          | 3       | Edad media de la flota (junio de 2025): 15,5 años. | Edad media de la flota (junio de 2025): 15,5 años. | Edad media de la flota (junio de 2025): 15,5 años. | Edad media de la flota (junio de 2025): 15,5 años. | Edad media de la flota (junio de 2025): 15,5 años. | Edad media de la flota (junio de 2025): 15,5 años. |

### Flota histórica
| Aeronaves                   | Total | Introducido | Retirado | Matrículas                                              |
| --------------------------- | ----- | ----------- | -------- | ------------------------------------------------------- |
| Airbus A318                 | 1     | 2017        | 2021     | G-EUNB                                                  |
| ATR 42-300                  | 2     | 1994        | 2005     | G-BUPS y G-ZAPJ                                         |
| Beechcraft Super King Air   | 2     | 2001        | 2011     | G-POWB y G-ZAPT                                         |
| Boeing 737-300              | 5     | 1999        | 2018     | G-POWC, G-ZAPM, G-ZAPV, G-ZAPW y G-ZAPZ                 |
| Boeing 737-400              | 2     | 2017        | 2023     | G-POWP y G-POWS                                         |
| Boeing 757-200              | 4     | 2003        | 2023     | G-POWH, G-POWJ, G-ZAPU y G-ZAPX                         |
| Boeing 767-300ER            | 1     | 2009        | 2020     | G-POWD                                                  |
| British Aerospace 146       | 7     | 1998        | 2013     | G-ZAPL, G-BUHB, G-ZAPO, G-ZAPR, G-ZAPN, G-POWF y G-ZAPK |
| Cessna 404 Titan            | 1     | 1989        | 1992     | G-ZAPB                                                  |
| Cessna 525 CitationJet CJ2+ | 1     | 2011        | 2015     | G-POWG                                                  |
| Embraer EMB-110 Bandeirante | 3     | 1988        | 1993     | G-OFLT, G-POST y G-BPDL (rrg. G-ZAPE)                   |
| Embraer ERJ-135 Legacy      | 1     | 2010        | 2013     | G-SUGA                                                  |
| Short 330                   | 4     | 1990        | 1997     | G-BHHU, G-BKMU, G-LEDN y G-ZAPC                         |
| Short 360                   | 4     | 1992        | 2001     | G-ZAPD, G-BNDM, G-ZAPF y G-ZAPG                         |